# Georges Félix de Wimpffen
Pour les autres membres de la famille, voir Famille von Wimpffen.
Georges-Louis-Félix, baron de Wimpffen ou Wimpfen, né le 5 novembre 1744 à Deux-Ponts (Zweibrücken dans l'actuelle Allemagne) et mort le 23 février 1814 à Bayeux (Calvados), est un général de division de la Révolution et de l'Empire.

## Biographie

### Carrière militaire sous l'Ancien Régime
Fils de Jean Georges de Wimpffen, chambellan du roi Stanislas, il entre à onze ans au service du duc de Deux-Ponts. Enseigne dans le régiment Royal-Deux-Ponts, il est capitaine au régiment de la Marck. Il fait en 1768 la campagne de Corse et en revient lieutenant-colonel. Il commande un régiment dans la guerre d'indépendance des États-Unis et assiste aux sièges de Mahon et de Gibraltar (1781-1782). La belle défense qu’il fait des lignes françaises devant cette dernière place lui vaut une pension de 1 000 écus et le grade de maréchal de camp le 9 mars 1788. À la paix, il se retire dans ses terres de Normandie.

### Révolution française
Élu député de la noblesse du bailliage de Caen aux États généraux de 1789, il se réunit au tiers état, adopte modérément les nouveaux principes et fait au nom du comité des pensions et du comité militaire plusieurs rapports importants. Franc-maçon de la loge Thémis de Caen.
Employé à l’armée dès l’ouverture des hostilités, il est promu lieutenant-général le 20 août 1792, chargé du commandement de Thionville. C'est la première ville que les Prussiens commandés par le prince de Hohenlohe assiègent. Investie le 24 août 1792, elle résiste pendant un mois, et lorsque Brunswick essaie de séduire Wimpffen par l’offre d’un million : « J’accepte le million, répondit celui-ci, si l’on consent à en passer acte de cette donation par-devant notaire. » (voir siège de Thionville).
Trois jours après, la victoire de Valmy délivre la place. La Convention déclare que Wimpffen a bien mérité de la patrie. Ce glorieux souvenir le protège contre les dénonciations qui, plus tard, ne manquent pas d’être dirigées contre lui.
Après avoir refusé le ministère de la Guerre, il reçoit le commandement de l’armée des côtes de Cherbourg. S’étant prononcé, à la suite des évènements du 31 mai pour le parti de la Gironde, il offre son épée aux Girondins en juin 1793 et se charge du commandement des troupes que ce parti a réunies dans le département du Calvados, sans toutefois dissimuler ses sentiments, plutôt favorables à une monarchie constitutionnelle qu’à la République. 
Plusieurs députés de la Gironde s’étant rendus à Caen et une coalition s’étant formée entre huit départements, cinq de la Bretagne, trois de la Normandie, la Convention envoie Prieur de la Côte-d’Or et Romme dans le Calvados. Wimpffen les fait arrêter et enfermer au château de Caen.
Décrété d’accusation, il répond à cette mesure par une proclamation dans laquelle il dit : « Les méchants vous disent : Félix Wimpffen marche contre Paris ; n’en croyez rien : je marche vers Paris, pour Paris, et pour le salut de la République une et indivisible. »
Cependant les habitants du Calvados, après avoir montré beaucoup d’ardeur pour la cause des Girondins, s’étaient peu à peu refroidis par la crainte du royalisme. Wimpffen ne compte parmi ses huit bataillons que très peu de volontaires, et il est obligé de tirer de la Bretagne cinq ou six cents hommes qu’il envoie, sous la conduite du royaliste Puisaye, à la rencontre des troupes de la Convention. Cette avant-garde est dispersée à Pacy-sur-Eure sans même livrer de combat à la bataille de Vernon le 13 juillet.
Il tente alors de fortifier Caen et d’y créer un papier-monnaie. Dans un entretien qu’il a alors avec les Girondins, il propose, au dire de Louvet, afin d’avoir sûrement et promptement des hommes et des armes, de négocier avec l’Angleterre. Les Girondins ayant repoussé avec énergie une pareille proposition, il cherche à rallier à Lisieux les débris des bandes insurgées. La mauvaise issue de cette tentative faillit lui devenir funeste : sa tête est mise à prix par la Convention et il se voit abandonné de ses troupes. Après être revenu un instant à Caen, sentant que la lutte est impossible, il se rend secrètement à Bayeux, où il se tient caché et parvient à se soustraire aux recherches de ses ennemis.

## L'Empire
À peu près oublié jusqu’au 18 brumaire, il reprend à cette époque son rang parmi les généraux de division, et exerce à partir du 24 juillet 1806 les fonctions d’inspecteur général des haras.
Il est créé baron de l'Empire en 1809. Véritable type de l’officier élégant, spirituel et brave du XVIIIe siècle, il exerce par son esprit vif et aimable une véritable influence sur les hommes de son époque, et c’est ce qui explique le rôle important, quoique éphémère, qu’il est appelé à jouer dans l’épisode girondin.
Il est l'auteur du Manuel de Xépholius (Paris, 1788, in-8°), publié sans nom d’auteur et tiré seulement à cent exemplaires, et de Mémoires pour l’histoire de la Révolution.

## Union et postérité
En 1778, alors qu'il stationne près de Bayeux, le baron fréquente les salons de la noblesse normande. Il y rencontre Marie-Aimée Charlotte de Bailleul, héritière de la seigneurie de Saint-Germain-de-la-Lieue, qu'il épousera.